# Jos Van Assche
Jos Van Assche (Leuven, 12 februari 1950) is een voormalig Belgisch politicus voor VLD en Vlaams Blok/Vlaams Belang.

## Levensloop
Als licentiaat in de rechten werd Van Assche ambtenaar en afgevaardigde van de liberale vakbond ACLVB. Via het ACLVB verzeilde hij in de VLD. In 1999 stapte hij echter over naar het Vlaams Blok, in 2004 Vlaams Belang hernoemd, en zetelde voor deze partij van 1999 tot 2009 in het Brussels Hoofdstedelijk Parlement. Achtereenvolgens was hij ook bureau-lid van de Vlaamse gemeenschapscommissie en secretaris van het Brussels Parlement.
In september 2008 werd hij uit het Vlaams Belang gezet, maar hij was reeds lang met F. Dewinter en D. Lootens in conflict over de partijlijn. Hij wilde een meer poujadistische, democratische en anti-fiscale lijn. Kort na zijn vertrek stapte ook Brussels boegbeeld J. Demol en Parlementslid G. Van linter uit onvrede met de clan De Winter uit het VB. Sindsdien zetelde hij als onafhankelijke in het Brussels Hoofdstedelijk Parlement. Hij was van 1995 tot 2012 tevens gemeenteraadslid van Anderlecht. In oktober 2008 kondigde hij zijn overstap naar LDD aan, deze werd echter niet gehonoreerd door de partij. O.m. omdat Van Assche tijdens zijn solicitaties zijn grote twijfels had geuit bij het LDD-project.
In 2009 stichtte hij de partij Pensioen Plus.